# Чатрој (Западна Вирџинија)
Чатрој (енгл. Chattaroy) насељено је место без административног статуса у америчкој савезној држави Западна Вирџинија.

## Демографија
По попису из 2010. године број становника је 756, што је 380 (-33,5%) становника мање него 2000. године.
| Група             | 2000.         | 2010.       |
| Белци             | 1.105 (97,3%) | 741 (98,0%) |
| Афроамериканци    | 16 (1,4%)     | 9 (1,2%)    |
| Азијати           | 0 (0,0%)      | 0 (0,0%)    |
| Хиспаноамериканци | 6 (0,5%)      | 3 (0,4%)    |
| Укупно            | 1.136         | 756         |